# Koripallon miesten SM-sarjakausi 1970-1971
La Koripallon miesten SM-sarjakausi 1970-1971 è stata la 31ª edizione del massimo campionato finlandese di pallacanestro maschile. La vittoria finale è stata ad appannaggio del Tapion Honka.

## Risultati

### Stagione regolare
|     | Squadra              | G  | V  | P  | PF   | PS   | Pt. | Qualificazione |
| --- | -------------------- | -- | -- | -- | ---- | ---- | --- | -------------- |
| 1.  | Tapion Honka         | 18 | 15 | 3  | 1503 | 1270 | 30  |                |
| 2.  | Turun Riento         | 18 | 12 | 6  | 1350 | 1187 | 24  |                |
| 3.  | Helsingin NMKY       | 18 | 12 | 6  | 1513 | 1346 | 24  |                |
| 4.  | Pantterit            | 18 | 11 | 7  | 1471 | 1430 | 22  |                |
| 5.  | Hels. Kisa-Toverit   | 18 | 11 | 7  | 1497 | 1407 | 22  |                |
| 6.  | Karkkilan Urheilijat | 18 | 8  | 10 | 1520 | 1489 | 16  |                |
| 7.  | KTP-Basket           | 18 | 8  | 10 | 1476 | 1463 | 16  |                |
| 8.  | ToPo Helsinki        | 18 | 8  | 10 | 1387 | 1480 | 16  |                |
| 9.  | Kontulan Urheilijat  | 18 | 4  | 14 | 1287 | 1527 | 8   | retrocesse     |
| 10. | Kankaantaan Kisa     | 18 | 1  | 17 | 1327 | 1732 | 2   | retrocesse     |

| Koripallon miesten SM-sarjakausi 1970-1971 |
| ------------------------------------------ |
| Tapion Honka 4º titolo                     |

## Formazione vincitrice
| N° | Naz.                 | Ruolo | Sportivo      |  | Alt. |  |
| -- | -------------------- | ----- | ------------- |  | ---- |  |
|    | Finlandia (bandiera) |       | Jyrki Immonen |  | 183  |  |
|    | Finlandia (bandiera) |       | Lars Karell   |  | 191  |  |
|    | Finlandia (bandiera) |       | Kari Lahti    |  | 202  |  |
|    | Finlandia (bandiera) |       | Matti Nenonen |  | 192  |  |
|    | Finlandia (bandiera) | All.  | Seppo Kuusela |  |      |  |